# Legittima vendetta
Legittima vendetta è un film del 1995 diretto da Bruno Mattei. Oltre che dirigere il film, Mattei si occupò anche della sceneggiatura insieme al regista Ninì Grassia, mentre Grassia si occupò anche delle musiche. Tra gli interpreti figurano l'attore di film di serie B Antonio Zequila, che collaborò con Mattei in tutti i suoi thriller erotici degli anni '90.
La sceneggiatura del film tratta la storia di una coppia, Barbara e Paolo che si rifugia a causa dello stress nella casa di Floriana un'eccentrica nobildonna. In realtà il motivo reale è quello di attuare un colpo che li renderà molto ricchi. Dopo essersi stabilita nella casa, Barbara fa amicizia con Floriana e la convince a uccidere il marito. Floriana la notte lo uccide e divorata dai sensi di colpa si rifugia in un albergo. Poco tempo dopo scopre che Paolo è ancora vivo, e comincia a organizzare la sua vendetta.
Il film venne distribuito in versione limitata nei cinema nell'ottobre 1995, e durante questo periodo incassò 2.722.000 lire.
Come i precedenti film di Mattei, anche questo venne pesantemente criticato, sia dal pubblico che dai critici cinematografici.

## Trama
Due coniugi, Barbara e Paolo, decidono di trasferirsi nella villa di Floriana, una giovane ed eccentrica aristocratica che coltiva la passione per la bambole, per sfuggire allo stress dei rispettivi lavori, infatti Barbara è una modella, mentre Paolo un facoltoso uomo d'affari. Soprattutto Barbara è stressata da una carriera troppo invasiva. La coppia però ha un secondo fine: i due stanno organizzando un colpo che permetterà loro di cambiare vita. Paolo allora parte per affari e lascia la moglie nella villa con in custodia dei diamanti. Intanto tra le due donne s'instaura un rapporto molto affiatato, stringendo una forte amicizia. Barbara inoltre cerca d'attrarre a sé Floriana, anche aiutandola con la sua passione per le bambole. Floriana ora è molto legata a Barbara e dopo il ritorno di Paolo si fa convincere da Barbara a ucciderne il marito, per vendicarsi d'un torto da lui subito in passato. Qualche giorno dopo, Floriana entra nella stanza di Paolo e l'uccide nel sonno. Ma Paolo precede l'atto di Floriana e nel suo letto sistema il proprietario di diamanti, che precedentemente aveva ucciso. Barbara ora convince Floriana, che è totalmente sconvolta e afflitta da sensi di colpa, ad andarsene dalla villa e nascondersi alla polizia. Barbara le dà in consegna anche i diamanti, le suggerisce di depositarli in banca e nascondersi in un albergo ad aspettarla. Giunta in albergo, Floriana ricorda che il giorno seguente è il compleanno di Barbara e torna alla villa per farle una sorpresa, sorprendendola invece con Paolo ancora vivo: capisce così d'essere stata ingannata da entrambi e organizza un piano per vendicarsi.

## Produzione
Nel 1994 Bruno Mattei tornò a collaborare con Ninì Grassia (dopo che hanno collaborato insieme alla trilogia di Ramba) per dirigere due thriller erotici destinati al mercato estero per sfruttare il successo di Basic Instinct e dei suoi cloni. I film commissionatogli da Grassia erano Omicidio al telefono e Legittima vendetta. Entrambi i film vennero prodotti con la stessa troupe, e tra i protagonisti figurano nuovamente Antonio Zequila.
Durante un'intervista Mattei dichiarò di non aver mai visto il film montato perché il suo contratto con Grassia prevedeva solo la regia. Mattei firmò la regia del film con il suo pseudonimo più celebre, Vincent Dawn.
Secondo il regista inoltre Zequila non sapeva recitare: «C'è stata una storia in cui doveva dire una battuta che poi è anche vecchia: 'Le donne non tengono mai la bocca chiusa...'. Lui non riusciva a dirla e ripeteva: 'le donne tengono la bocca chiusa...', 'le donne hanno la bocca chiusa...', finché, ad un certo punto, gli dissi: 'Anto', adesso te lo scrivo su un pezzo di carta!'»
Dopo essere stato presentato nei cinema, il film venne distribuito in Italia in versione VHS. Il DVD del film è stato pubblicato il 28 agosto, 2009 dalla Duck Record.
Il film è conosciuto anche con il titolo Just Revenge. È l'ultimo film della casa di produzione P.A.G. Film International, che ha prodotto almeno sedici film, in collaborazione con lo stesso Ninì Grassia. Inoltre è stato l'ultimo dei sette film (tra regia e produzione), in cui Ninì Grassia è accreditato come Anthony Grey.

### Riprese
Il film è stato girato (come nel precedente film) nel Salento, in Provincia di Lecce.

## Cast
È il sesto di sette film interpretati da Antonio Zequila, tra quelli curati da Ninì Grassia, tra regia e produzione. L'attrice Stefania Mega, seconda al concorso di Miss Italia del 1989, ha partecipato ad entrambe le pellicole.

## Accoglienza

### Censura
Il film fu approvato dalla censura il 3 ottobre 1995, con il visto n. 90392, e venne vietato ai minori di 18 anni.

### Critica
In uno speciale su Mattei nel sito "Splattercontainer", il film è stato duramente criticato, e paragonandolo a Omicidio al telefono: «In entrambi i casi il giallo è solo una scusa per mettere in evidenza le generose grazie delle attrici protagoniste, mentre viene completamente a mancare una sceneggiatura coerente ed un'interpretazione accettabile. Lo stesso Mattei pare non sia molto soddisfatto dell'esito finale ed abbia girato le due pellicole solo su pressione della produzione.»